# Prosopocoilus serricornis
Prosopocoilus serricornis es una especie de coleóptero de la familia Lucanidae. Presenta las siguientes subespecies:
- Prosopocoilus serricornis congoanus
- Prosopocoilus serricornis granosus
- Prosopocoilus serricornis punctatissimus
- Prosopocoilus serricornis senegalensis
- Prosopocoilus serricornis serricornis
- Prosopocoilus serricornis viossati

## Distribución geográfica
Habita en Madagascar.